# Gongju
Gongju (Gongju-si; 공주시; 公州市), è una città della provincia sudcoreana del Sud Chungcheong.